# Aleksandr Prudnikow
Aleksandr Aleksandrowicz Prudnikow (ros. Александр Александрович Прудников, ur. 26 lutego 1989 w Smoleńsku) piłkarz rosyjski grający na pozycji napastnika.

## Kariera klubowa
Uchodzący za jeden z największych obecnie talentów rosyjskiej piłki Prudnikow pochodzi z Moskwy. Jako nastolatek podjął treningi w tamtejszym Spartaku Moskwa i przez parę lat występował z sukcesami w drużynie juniorów, a następnie także w zespole rezerw Spartaka. W 2007 roku został włączony przez trenera Stanisława Czerczesowa do kadry pierwszej drużyny, a 8 kwietnia 2007 zadebiutował w Premier Lidze w spotkaniu z Łuczem-Eniergiją Władywostok. W 80. minucie Prudnikow zmienił Artioma Dziubę przy stanie 1:1, a w 87. minucie ustalił wynik meczu na 2:1 dla Spartaka. Od tego czasu coraz częściej grywał w składzie moskiewskiego klubu, a w lipcowym meczu z Łuczem-Eniergiją ponownie zdobył gola, swojego drugiego w rosyjskiej ekstraklasie. Prudnikowem zainteresował się nawet dyrektor sportowy Chelsea F.C., Frank Arnesen, ale zawodnik pozostał w Spartaku. W 2007 roku został ze Spartakiem wicemistrzem kraju.
Na początku 2009 roku Prudnikow został wypożyczony do Tierieku Grozny. 15 marca zadebiutował w jego barwach w wygranym 1:0 domowym meczu ze Spartakiem Nalczyk. W połowie roku wypożyczono go do Sparty Praga, a na początku 2010 roku do Tomu Tomsk. W 2011 roku został piłkarzem Anży Machaczkała. Następnie grał w takich klubach jak: Kubań Krasnodar, Ałanija Władykaukaz i Rubin Kazań. W 2014 został zawodnikiem Dynama Moskwa.
9 lutego 2015 został piłkarzem rosyjskiego Amkar Perm. W 2016 trafił do FK Orenburg.
| Sezon   | Klub                | Kraj   | Rozgrywki      | Mecze | Bramki |
| ------- | ------------------- | ------ | -------------- | ----- | ------ |
| 2007    | Spartak Moskwa      | Rosja  | Priemjer-Liga  | 12    | 2      |
| 2008    | Spartak Moskwa      | Rosja  | Priemjer-Liga  | 21    | 2      |
| 2009    | Terek Grozny        | Rosja  | Priemjer-Liga  | 7     | 0      |
| 2009/10 | Sparta Praga        | Czechy | Gambrinus Liga | 8     | 0      |
| 2010    | Tom Tomsk           | Rosja  | Priemjer-Liga  | 6     | 0      |
| 2011/12 | Anży Machaczkała    | Rosja  | Priemjer-Liga  | 19    | 3      |
| 2012/13 | Kubań Krasnodar     | Rosja  | Priemjer-Liga  | 2     | 0      |
| 2012/13 | Ałanija Władykaukaz | Rosja  | Priemjer-Liga  | 3     | 0      |
| 2013/14 | Rubin Kazań         | Rosja  | Priemjer-Liga  | 17    | 3      |
| 2014/15 | Dinamo Moskwa       | Rosja  | Priemjer-Liga  | 6     | 0      |
| 2014/15 | Amkar Perm          | Rosja  | Priemjer-Liga  | 13    | 4      |
| 2015/16 | Amkar Perm          | Rosja  | Priemjer-Liga  | 29    | 2      |
| 2016/17 | FK Orenburg         | Rosja  | Priemjer-Liga  |       |        |

## Kariera reprezentacyjna
W 2006 roku Prudnikow osiągnął swój pierwszy wielki sukces w piłce. Był członkiem kadry młodzieżowej reprezentacji Rosji U-17, która wywalczyła mistrzostwo Europy na ME w Luksemburgu. Na tym turnieju Aleksander strzelił 2 gole, będąc najlepszym strzelcem Rosjan. W latach 2007–2008 rozegrał 9 meczów i zdobył 5 goli w reprezentacji U-21.